# Kostnice a kaple Nejsvětější Trojice
Haštalská kostnice, později přestavěná na kaplí Nejsvětější Trojice, byla na svatohaštalském hřbitově na Starém Městě v Praze již od středověku, pochází z vrcholného baroka. Obraz na fasádě domu pochází z roku 1717.

## Historie
První písemné zmínky o kostnici pochází z roku 1601. V roce 1702 společně s kostelem vyhořela. Nový krov byl vyzdvižen v roce 1702 z odkazu Marty Lochmanové a v roce 1717 byla postavena nová kostnice, která fungovala přibližně dalších 100 let, neboť v roce 1832 byl svatohaštalský hřbitov zrušen a kostnice se stala obydlím kostelníka.
Tehdy byl zrušen nástup do kaple ze západu a odstraněn hlavní vstup a současně byla pozměněna dispozice kaple, kde nejspíš probíhala souvislá chodba do někdejší sakristie (nyní kuchyň). Vstup do kostela byl pravděpodobně veden v jižním průčelí. Přeměna funkce budovy měla za důsledek zrušení chodby po severní straně horní kaple a likvidaci přímého přístupu v západní průčelí. Zároveň byl odstraněn i původní sestup do kostnice.

## Architektonický rozbor
Nevysoké stavení lichoběžného půdorysu stávalo v severovýchodním koutě hřbitova kostela sv. Haštala. Plochý rozvrh západního průčelí není osový, ale je posunut k jihu. Uprostřed, z líce zdiva, vystupuje plochý rizalit s oknem bytu. Původně v něm byl osazen portál a nad ním menší okno. Hlavní římsa má složitou profilaci, nad rizalitem  vyrůstá nevysoký trojúhelný fronton. V nadpraží je vyryt letopočet 1660. Uprostřed jižního průčelí je dole patrno okénko někdejší kostnice a nad ním je nově prolomené okno. Ještě výš je hluboký segmentově vrcholící výklenek. Zazděné původní okno, nad ním se segmentově vydouvá hlavní římsa. Po levé straně, při jihozápadním nároží kostnice, je stěna pokrytá malbou Nejsvětější Trojice v prostém omítkovém rámu nahoře půlkruhově ukončeném. Tato malba je z roku 1717 a nese nápis Sancta Trinitas miserere nobis. V jihozápadním a jihovýchodním nároží budovy jsou patrny stopy malované rustiky tvořené temnými obdélníky na žlutém podkladě. V nejvyšší části průčelí, blízko u středu fasády je zazděné kasulové okno, které proniká do hlavní římsy, jež se mu vyhýbá segmentovým obloukem. Dole dříve bylo velké půlkruhové okno, které bylo zazděno při stavbě kasulového okna.

## Interiér
Do budovy se vchází v západním průčelí vlevo. Odsud vedou 4 schody na malou podestu a odtud, vpravo od podesty, jsou další 4 schody, za nimiž se nachází byt. Prostor kaple předělený nyní na dvě místnosti má obdélný půdorys se skosenými rohy, v nichž jsou vyhloubeny půlkruhové výklenky, po jejichž stranách stoupají trojúhelné příložky. Dodatečně vložený strop zastírá pohled na klenbu. Je to kopule ve tvaru řežu poněkud stlačeného elipsovitého tvaru. Na líci klenby lze předpokládat fresku z období, ve kterém je postavená. K prostoru kaple přiléhá kuchyňka s půlkruhovou valenou klenbou, z ní se vchází na WC vybouraného v síle zdiva.

## Galerie

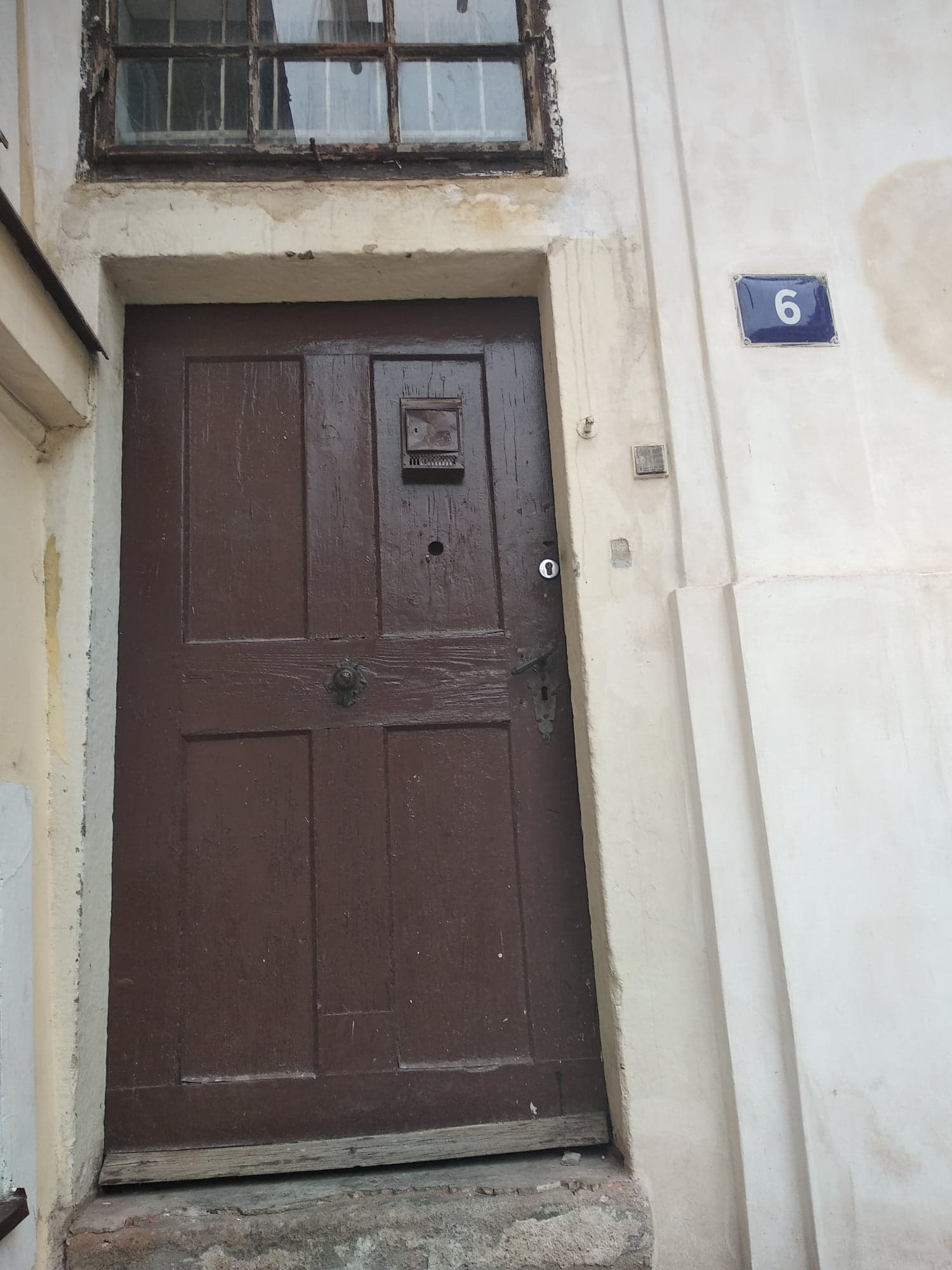
Vstupní dveře do Haštalské kostnice
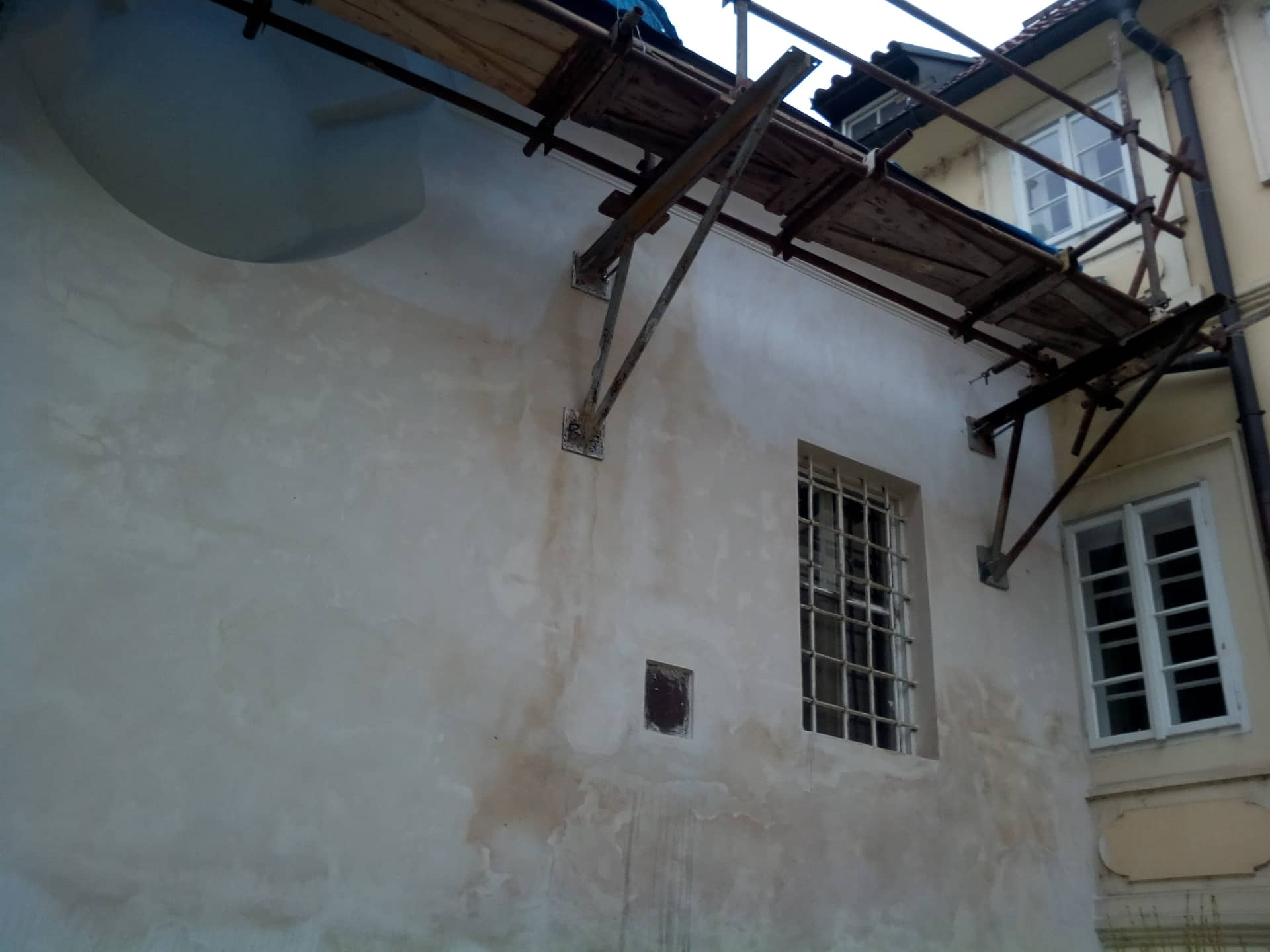
Haštalská kostnice
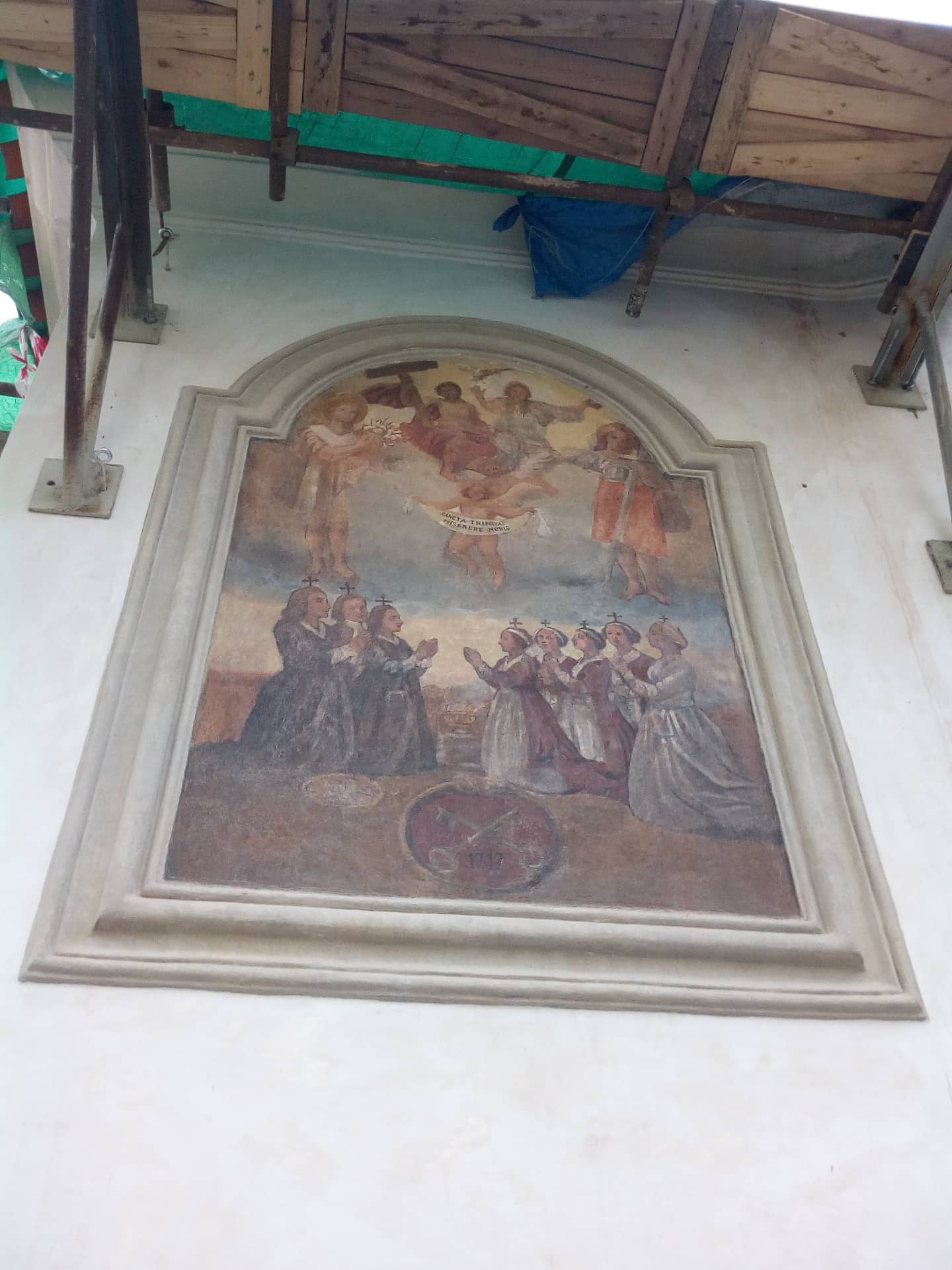
nástěnná malba Nejsvětější Trojice na jižním průčelí Haštalské kostnice